# Erich Hiltl
Erich Hiltl (* 19. August 1932 in Kümmersbruck; † 7. Dezember 2020 in Amberg) war ein deutscher Chorleiter.

## Leben
Nach dem Besuch der Volksschule Teublitz und dem Abitur am Erasmus-Gymnasium Amberg trat Hiltl in den Verwaltungsdienst der Stadt Amberg ein und war hauptberuflich zuletzt als Regierungsamtsrat am Landratsamt Amberg-Sulzbach tätig.
Erich Hiltl widmete sich nebenbei der Chormusik. Von 1957 bis Sommer 1999 leitete er den Kümmersbrucker Chor, war seit 1966 auch Gruppenchorleiter der Sängergruppe Amberg und betreute in der Region Amberg knapp 20 Chöre, mit denen er eine Vielzahl an Veranstaltungen in und außerhalb der Oberpfalz gestaltete. Er war Kreischorleiter des Sängerkreises Nordoberpfalz, Präsidiumsmitglied des Fränkischen Sängerbunds und langjähriges Beiratsmitglied sowie zeitweise Vizepräsident des Oberpfälzer Kulturbundes.

## Publikationen
- mit Walter O. Neumann: Die Europäischen Chortage 1999 in Wort und Bild. Der FSB veranstaltete erstmals Europäische Chortage im Rahmen der Europatage der Musik 1999. In: Fränkische Sängerzeitung. Band 46, 1999, S. 9/10, S. 3–7.

## Auszeichnungen
- 1981: Musikförderpreis des Bezirks Oberpfalz
- 1982: Bundesverdienstkreuz am Bande
- 1984: Kulturförderpreis Ostbayern
- 1996: Nordgaupreis des Oberpfälzer Kulturbundes in der Kategorie „Nordgauförderung“
- 2007: Ehrenschild der Arbeitsgemeinschaft der Oberpfälzer Heimatvereine[3]
- 2014: Ehrenmitgliedschaft des Fränkischen Sängerbunds[4]